# Pelo pubico

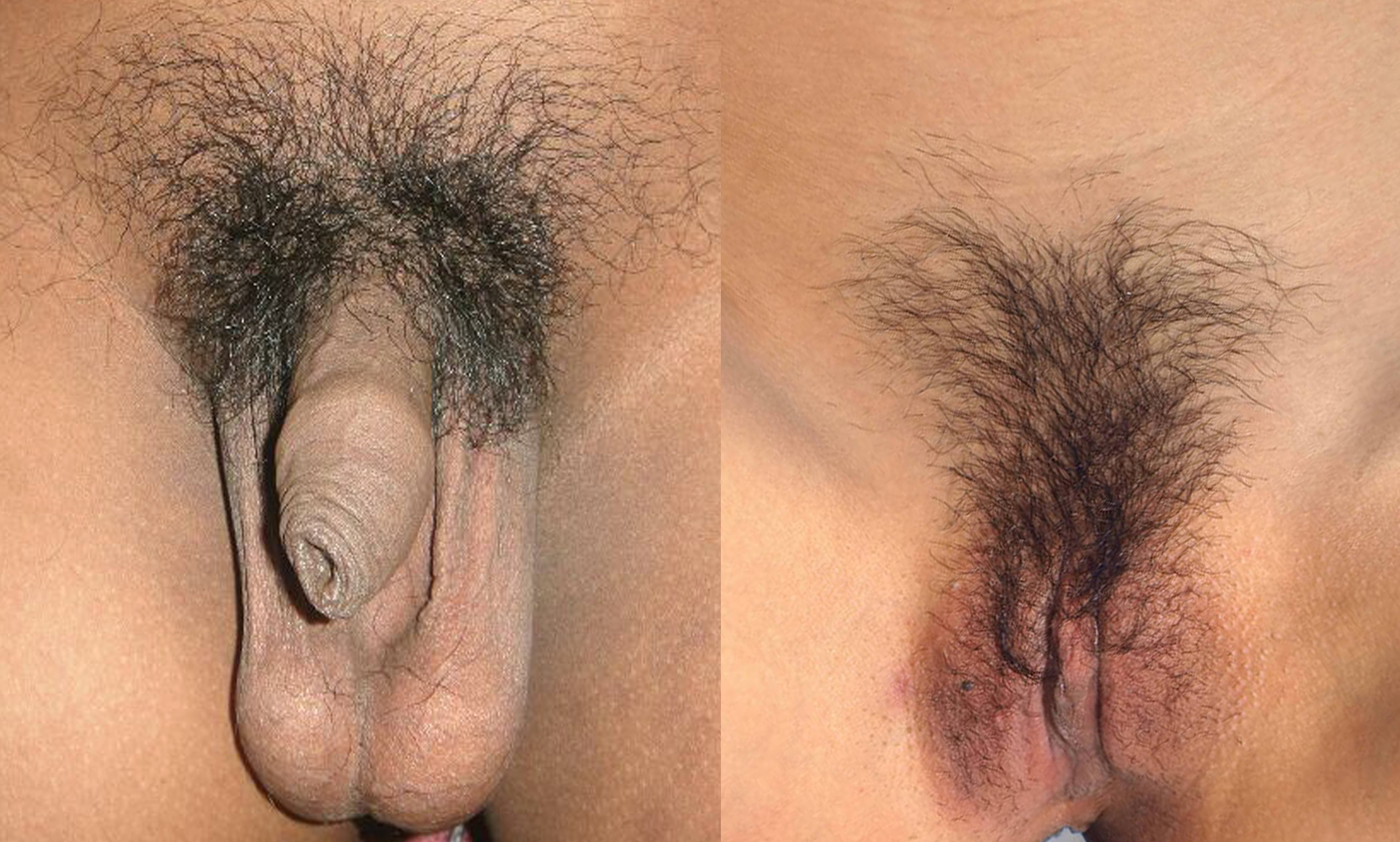
Peli pubici maschili e femminili

Il pelo pubico è il pelo che cresce sul pube e, in alcuni casi, anche all'interno delle cosce.
Sebbene una sottile peluria sia presente sul pube sin dall'infanzia (la cosiddetta "lanugine"), con "pelo pubico" s'intende solitamente quello che comincia a crescere con la pubertà.

## Crescita e distribuzione del pelo pubico
Prima della pubertà, l'area genitale di maschi e femmine è coperta da una peluria definita "stage 1" nella scala di Tanner. Con l'inizio della pubertà, aumenta la produzione corporea di ormoni sessuali noti come androgeni: in risposta a questo stimolo ormonale, la pelle dell'area genitale si ricopre di peli più lunghi e resistenti.
Nei maschi, i primi peli pubici compaiono sullo scroto e alla base del pene ("stage 2"). Nel giro di 1 anno circa, i peli aumentano significativamente ("stage 3"); dopo 3 o 4 anni il pelo ricopre l'intero pube e diventa più scuro e resistente ("stage 4"); dopo 5 anni il pelo si estende anche all'interno delle cosce e sull'addome, verso l'ombelico ("stage 5").
La comparsa del pelo pubico è indipendente dal processo di maturazione di testicoli e ovaie, che porta alla maturità sessuale e alla fertilità. Quindi il pelo pubico può svilupparsi anche quando testicoli e ovaie non hanno raggiunto la piena funzionalità.
Il pelo pubico può avere un colore diverso da quello dei capelli: spesso è più scuro e in molti individui è simile al colore delle sopracciglia. In alcuni soggetti, il pelo pubico cresce fitto e consiste di peli spessi, in altri soggetti il pelo è più fine e rado; queste variazioni compaiono in entrambi i sessi e dipendono anche dall'etnia di appartenenza.
Le forme che può assumere il pelo pubico sono diverse a seconda del sesso: in molte donne la forma è triangolare e il pelo ricopre l'area nota come monte di Venere. In molti uomini, invece, il pelo tende a svilupparsi verso l'alto, sull'addome. Come nel caso delle ascelle, il pelo pubico è associato alla presenza di ghiandole sebacee nell'area genitale.

## Funzioni
Ci sono diverse teorie per spiegare la presenza del pelo pubico nel corpo umano:
- riscaldamento
- indicazione visiva del raggiungimento della maturità sessuale
- azione combinata di diversi feromoni
- riduzione dell'attrito durante l'atto sessuale
- protezione di aree sensibili come quelle genitali
- indicatore dell'attività esocrina del pancreas

## Cultura

### Arte

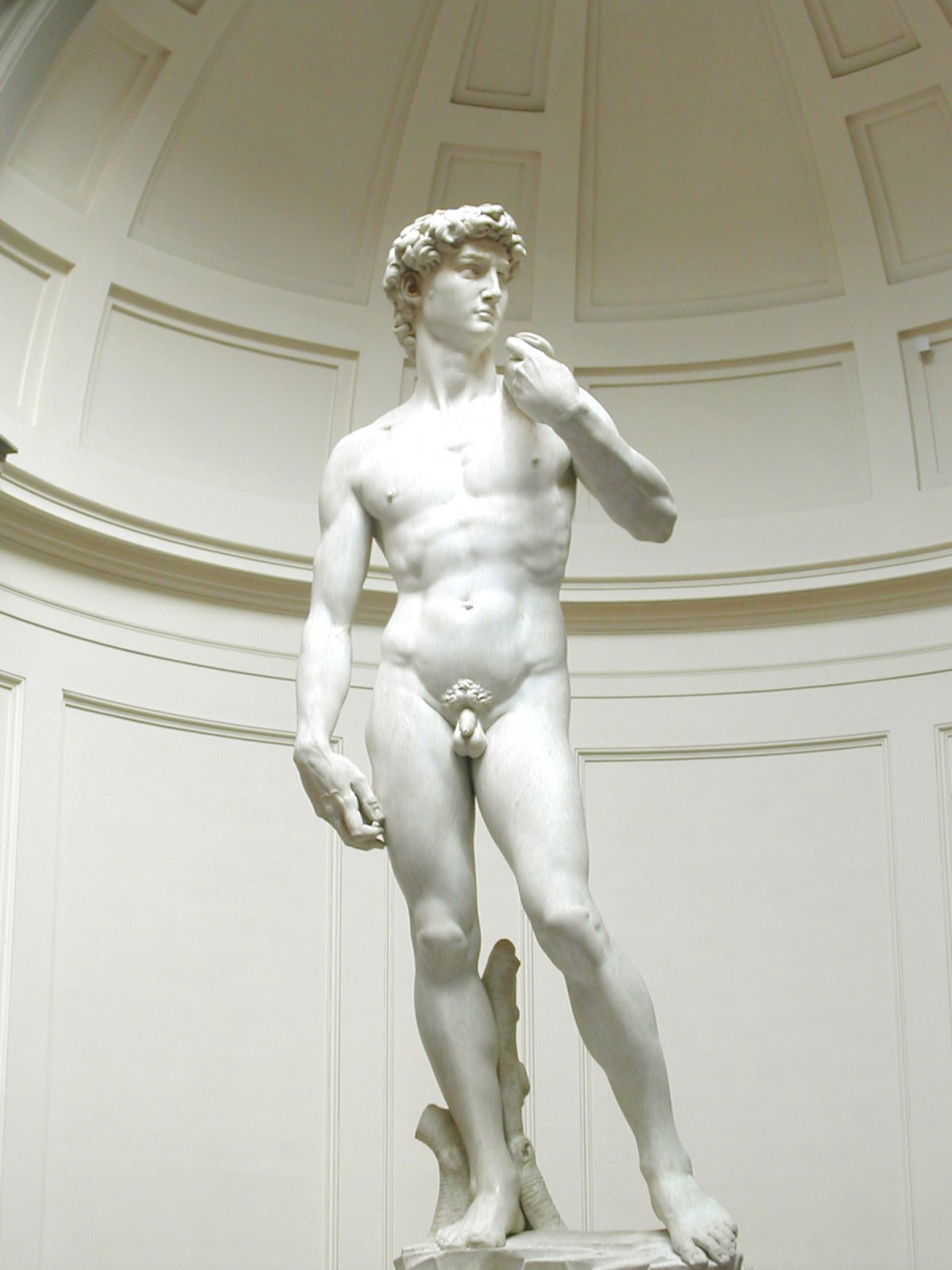
Il David di Michelangelo, rappresentato con pelo pubico

Nell'arte dell'antico Egitto, il pelo pubico femminile veniva indicato con triangoli colorati.
Durante il periodo classico e il Medioevo, l'arte ha ampiamente evitato di rappresentare questa parte del corpo (anche se ogni tanto il pelo pubico maschile veniva rappresentato, anche se in forma stilizzate, come nel caso dell'arte della Grecia classica). Lo stesso si può dire per l'arte indiana.
Nel XVI secolo, Michelangelo scolpì il pelo pubico nella statua del David, ma si trattava di un soggetto di sesso maschile. Per trovare una rappresentazione del pelo pubico femminile ci si deve spostare in nord Europa in pieno Rinascimento.
Nel XVII secolo, il pelo pubico femminile appare in opere pornografiche (come quelle di Agostino Carracci). Verso la fine del XVIII secolo, in Giappone, il pelo pubico femminile viene largamente rappresentato nella pittura erotica. Prima del XX secolo comunque, in occidente, le donne verranno solitamente rappresentate senza pelo e, spesso, addirittura senza vulva.
Mary Lutyens, biografa dell'artista e critico John Ruskin, sostiene che quest'ultimo chiese e ottenne l'annullamento del matrimonio dopo che, giunto vergine all'altare, vide il pelo pubico della moglie la prima notte di nozze: non avendo mai visto altre donne nude, ed essendo abituato a un'arte che ometteva questo particolare anatomico femminile, credette che la moglie fosse deforme. Peter Fuller, in un suo libro, contesta questa versione, scrivendo che con ogni probabilità Ruskin rimase scioccato davanti al sangue mestruale della sposa.
L'origine del mondo, un dipinto di Gustave Courbet del 1886, venne considerato scandaloso perché mostrava in primo piano dei genitali femminili ricoperti di folto pelo.

### Società
Tra le classi più agiate nell'Inghilterra vittoriana del XIX secolo, il pelo pubico del partner veniva conservato come un souvenir. Spesso gli uomini attaccavano piccoli ciuffi dell'amata al loro cappello, come fosse un talismano.
Il museo della St. Andrews University, in Scozia, conserva una scatola contenente del pelo pubico appartenuto a un'amante di re Giorgio IV.

## Modifiche del pelo pubico

Varie forme di depilazione inguinale

La depilazione parziale o totale del pelo pubico è diffusa in molte culture, ma solo di recente si è diffusa anche fra i maschi. Nuove tecnologie permettono tra l'altro oggi di ottenere una rimozione parziale dei peli (detta fotoepilazione). Raramente il pelo pubico viene tinto, anche se la diffusione di tinture non dannose per la salute ha spinto un numero sempre maggiore di donne a utilizzarle, soprattutto per ottenere una corrispondenza cromatica tra pelo pubico e capelli.
Nelle società islamiche, la rimozione dei peli pubici è una pratica religiosamente approvata dalla Fitra, un compendio di norme igieniche e cosmetiche raccomandate da Allah al Profeta Maometto. Al contrario, in alcuni Paesi asiatici, si ha una cultura totalmente opposta. In Giappone, per esempio, la depilazione intima non è moda molto diffusa: è abbastanza comune, soprattutto tra le donne, lasciare i peli pubici "al naturale".